# Томас Мюнцер
Томас Мюнцер (на немски: Thomas Müntzer) е германски проповедник, преподавател по теология, анабаптист. Идеолог на т.нар. Реформация. Мюнцер се опитва да осъществи идеи за християнско комунистическо общество.
От 1523 е пастор в Алстред, където извършва богослужение на немски език. Проповядва идеята за създаване на „царство божие“ на земята, за религиозно и социално равенство.
По време на Селската война в Германия Мюнцер вдъхновява селската армия и се опитва да създаде революционен център на въстаналите народни маси в Тюрингско-Саксонския район, но при Франкенхаузен (15 май 1525) войската му е разбита. Мюнцер е пленен, измъчван и обезглавен.